# Enrico Viacava
Enrico Viacava (fl. XX secolo) è stato un calciatore italiano, di ruolo portiere.

## Carriera
Con l'Andrea Doria disputa complessivamente 17 partite in massima serie nella stagione 1923-1924.